# Уэстон Парк (Канберра)
Уэстон Парк — парк, расположенный на полуострове на западном берегу озера Бёрли-Гриффин в австралийской столице Канберре.
Расположенный на полуострове, Уэстон-Парк с трёх сторон окружён водой. С западной стороны полуострова расположен плёс Яррамунди Рич, с восточной — плёс Таркула Рич. Северная оконечность полуострова носит название Курраджонг Пойнт. Уэстон-Парк получил своё название в 1961 году в честь Томаса Чарльза Уэстона, занимавшегося озеленением Канберры и основавшего в 1914 году лесопитомник и дендрарий неподалёку. Парк является одним из мест отдыха горожан. На его территории имеются различные развлечения для посетителей: кафе, детские игровые площадки, лабиринт и миниатюрная железная дорога. На территории Уэстон-парка водятся несколько видов животных и птиц: в том числе кенгуру и пеликаны.